# بيدرو غاندو
بيدرو غاندو هو لاعب كرة قدم إكوادوري في مركز الهجوم، ولد في 20 يوليو 1936 في غواياكيل في الإكوادور، وتوفي في 1 أغسطس 2012. لعب مع نادي إيميلك.